# 新泰兴洋行大楼
新泰兴洋行大楼是新泰兴洋行在中国天津建造的分行大楼。该分行开设于1937年，选址在天津英租界的主要街道维多利亚道（今解放北路100号），作为天津租界时代留存下来的重要建筑之一，该建筑目前是一般保护等级历史风貌建筑。

## 建筑
新泰兴洋行大楼建于1937年，由英商景明工程司设计而成，为四层钢筋混凝土框架结构平顶楼房，外立面为水刷石。该建筑运用古典建筑的装饰手法，因此形体简洁大方，是一座具有古典复兴特征的建筑物。